# Monumento a Salavat Yuláyev
El Monumento a Salavat Yuláyev es una estatua monumental diseñada por el escultor soviético Soslanbek Tavasiev. Se ubica en la ciudad de Ufá, capital de la República de Baskortostán, una de las entidades federativas de Rusia. El monumento está dedicado al héroe nacional de Bashkortostán, Salavat Yulaev.